# Hydrophorus amplectens
Hydrophorus amplectens är en tvåvingeart som beskrevs av Aldrich 1911. Hydrophorus amplectens ingår i släktet Hydrophorus och familjen styltflugor. Inga underarter finns listade i Catalogue of Life.